# おんたけ交通
おんたけ交通株式会社（おんたけこうつう）は、長野県中信地方のバス会社。主に木曽地区の路線バスを運行している。本社は木曽郡木曽町。営業所は木曽福島（本社）・南木曽・藪原（木祖村）の3箇所。
運行エリアは、受託運行を含め、木曽郡木曽町・王滝村・木祖村・上松町・南木曽町・大桑村及び岐阜県中津川市。また、以前木曽郡に属していた旧楢川村村内には高速路線のバス停だけが存在する。

## 沿革・社史
- 1925年（大正15年）7月 - 株式会社御嶽自動車商会として創業。
- 1945年（昭和20年）6月 - 信南交通株式会社に統合。
- 1949年（昭和24年）2月 - 信南交通株式会社からおんたけ交通株式会社が分離独立。
- 1959年（昭和34年）7月 - 東京急行電鉄の関連会社となる。
- 1964年（昭和39年）4月 - 北海道などを舞台とした事業版図拡大をめぐる名古屋鉄道と東急電鉄との対立劇の収拾策として、東急は保有する全株を名古屋鉄道に譲渡し、おんたけ交通は名鉄グループ入り。
- 1965年（昭和40年）8月1日 - 国道158号（安曇村沢渡地内）で、上高地から木曽福島へ向かうバスがすれ違いに失敗して梓川へ転落。2人死亡、26人が負傷[3]。
- 2003年（平成15年）4月 - 中央高速バスに参入。新宿駅 - 木曽福島駅間運行開始（京王バス東との共同運行）。
- 2006年（平成18年）
  - 1月 - 名鉄が株式譲渡の意志を表明。
  - 10月 - 名鉄が所有する全株式を地元自治体に無償譲渡し、経営から撤退。

## 路線
過疎化などによる乗客の減少から路線維持が困難となり、路線廃止や自治体譲渡が進められる。下記移管路線以外に大桑村が運行するくわちゃんバスの運行も受託。

### 高速・特急路線

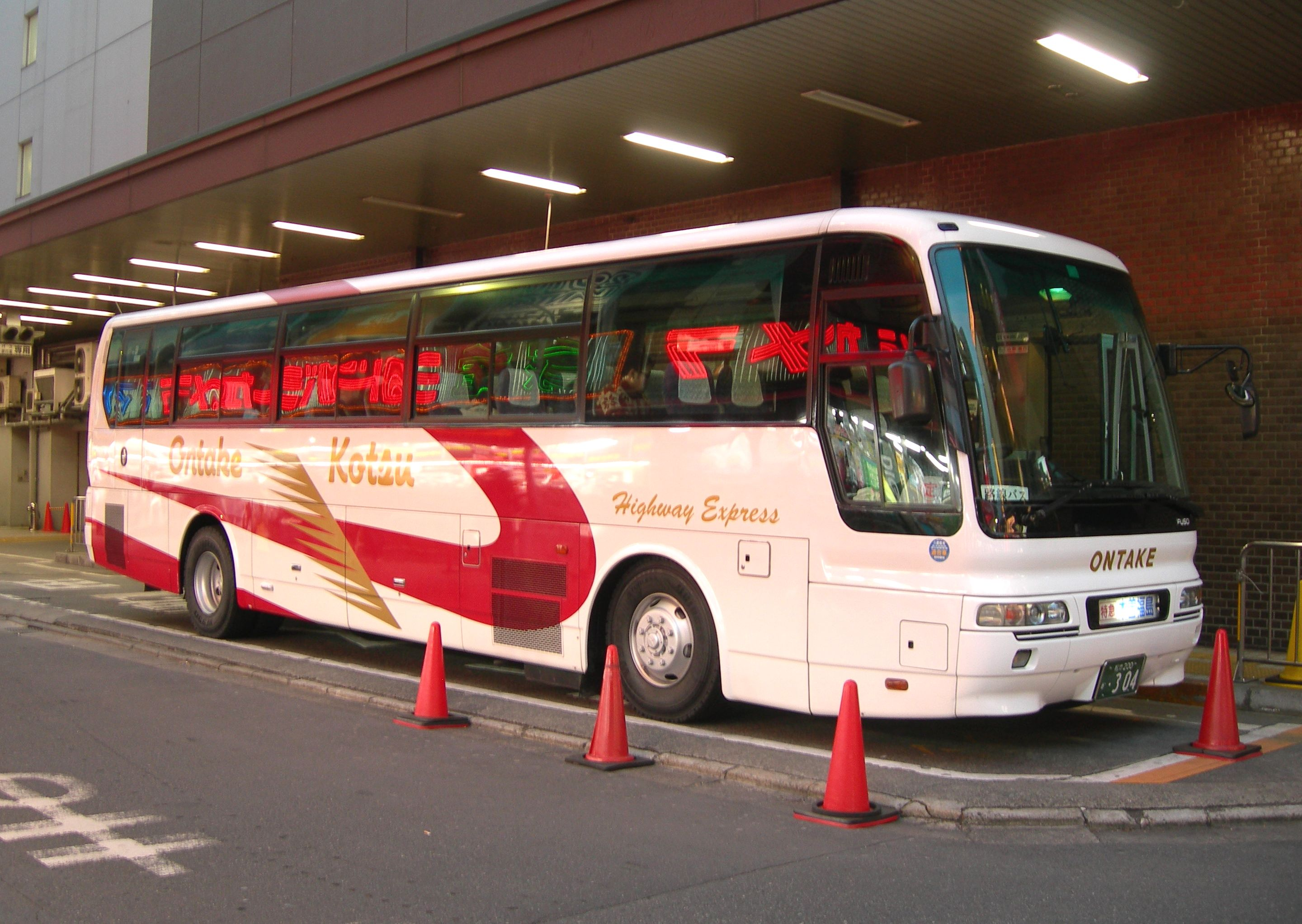
木曽福島・新宿線（2010年2月）

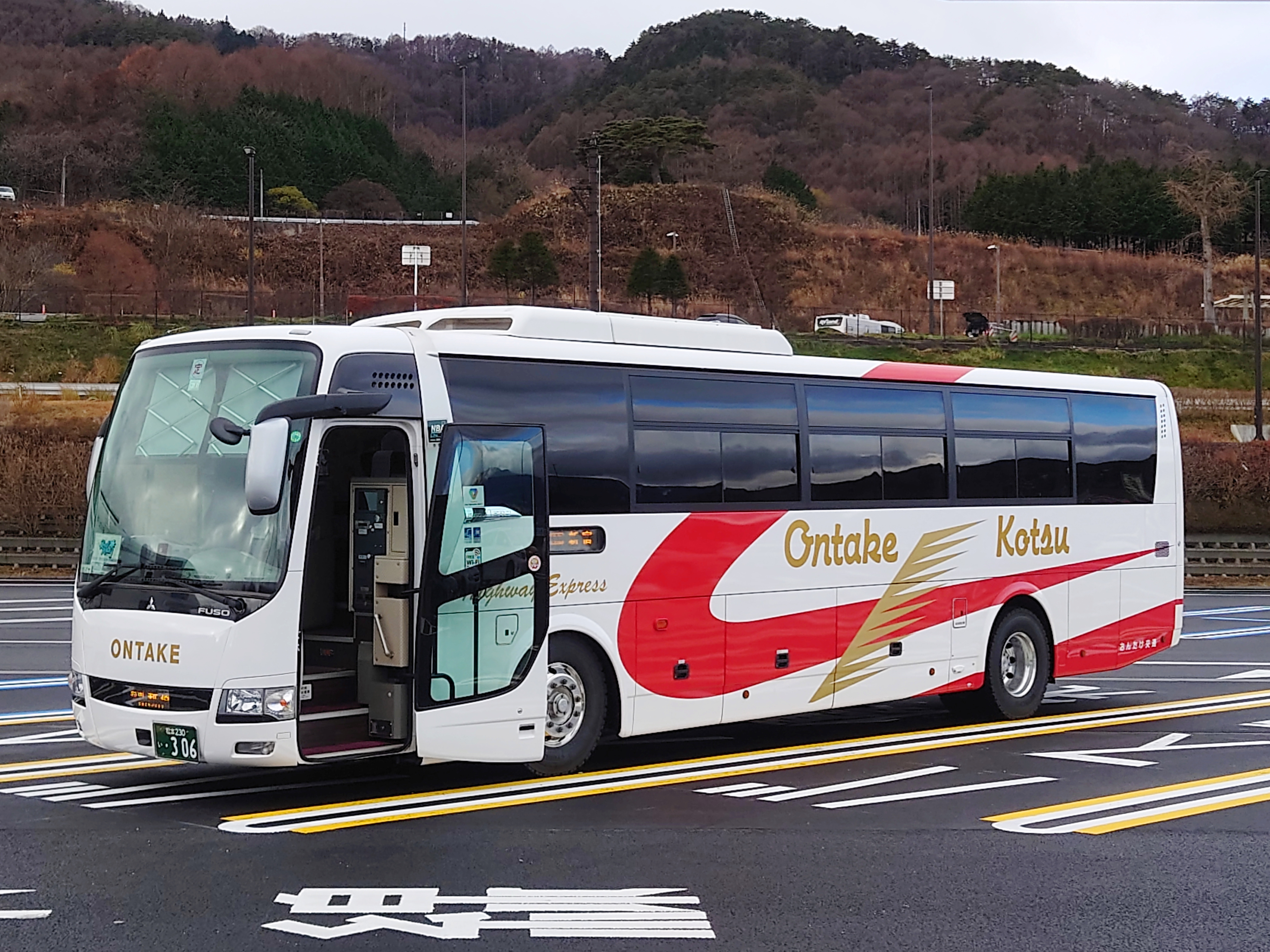
同（2020年11月）

- 塩尻・木曽福島・新宿線（中央高速バス塩尻・木曽福島線）
  - 木曽福島駅・福島関所・日義木曽駒高原・やぶはら・奈良井宿・漆の里平沢・本山宿・塩尻駅東入口 - 中央道八王子・中央道日野・中央道府中・中央道深大寺・中央道三鷹・バスタ新宿

国道19号（木曽福島 - 塩尻市高出）、国道20号（塩尻市高出 - 塩尻IC）、長野自動車道（塩尻IC - 岡谷JCT）、中央自動車道（岡谷JCT - 高井戸IC）、首都高速新宿線（高井戸 - 初台）を経由する。
伊那木曽連絡道路（権兵衛トンネル）開通後、木曽福島から東京方面へ向かうには、伊那木曽連絡道路を経由して伊那I.Cから中央自動車道を利用するルートが最短となったが、高速バスのルート変更は行われていない。
かつて漆の里平沢 - 塩尻駅東入口間に本山宿バス停があったが利用低迷で2019年3月31日を以て廃止された。
休憩は新宿行きは諏訪湖SAと釈迦堂PAで、木曽行きは双葉SAで行われる。
従来、当社担当便と京王担当便の2往復体制を維持してきたが令和7年4月1日に京王バス担当便が休止され以降は当社担当便のみの運行となる。
- 木曽福島〜高山線
  - 木曽福島駅 - 本町 - 木曽馬の里入口 - オケジッタ - 朝日支所前 -  高山濃飛バスセンター

全席指定。オケジッタ - 朝日支所前間にある道の駅高根で10分間の休憩がある。
当線と新宿〜木曽福島線がセットになった企画乗車券がおんたけ交通から発売されていた。
2019年10月12日 - 11月17日で運行した。

### 一般路線
- 赤沢線（赤沢自然休養林開園期間中の運行）[6]
  - 木曽福島駅 - 上松駅 - 赤沢自然休養林

#### 移管路線
自主運行を廃し、自治体へ移管された路線。

##### 木祖村コミュニティバス
2006年4月より木祖村コミュニティバスに移管された路線。
- 菅線
  - 藪原駅前 - 大平
- 小木曽線
  - 藪原駅前 - 細島

##### 王滝村営バス
2006年6月より王滝村営バスに移管された路線。詳細は当該記事を参照。
- 王滝・田の原線（黒沢・王滝線）2022年は運休。
  - 合同庁舎前 - 木曽福島駅前 - 王滝 - 田の原（御嶽山登山口）

##### 木曽町生活交通システム
2006年6月より木曽町生活交通システムに移管された路線。詳細は当該記事を参照。
- 御岳ロープウェイ線
  - 木曽福島駅前 - 御岳ロープウェイ
- きそふくしまスキー場・開田高原線
  - 木曽病院前 - 木曽福島駅前 - きそふくしまスキー場 - 開田支所 - 神田宮前
- 明神温泉線
  - 開田支所 - 明神温泉
- 木曽駒高原線
  - 木曽病院前 - 木曽福島駅前 - 大原上
- 一の萱線
  - 木曽病院前 - 木曽福島駅前 - 一の萱 - 折橋
- 屋敷野線
  - 合同庁舎前 - 木曽福島駅前 - 赤岩巣
- 永井野線
  - 合同庁舎前 - 木曽福島駅前 - 三岳倉本

##### 南木曽町新交通システム

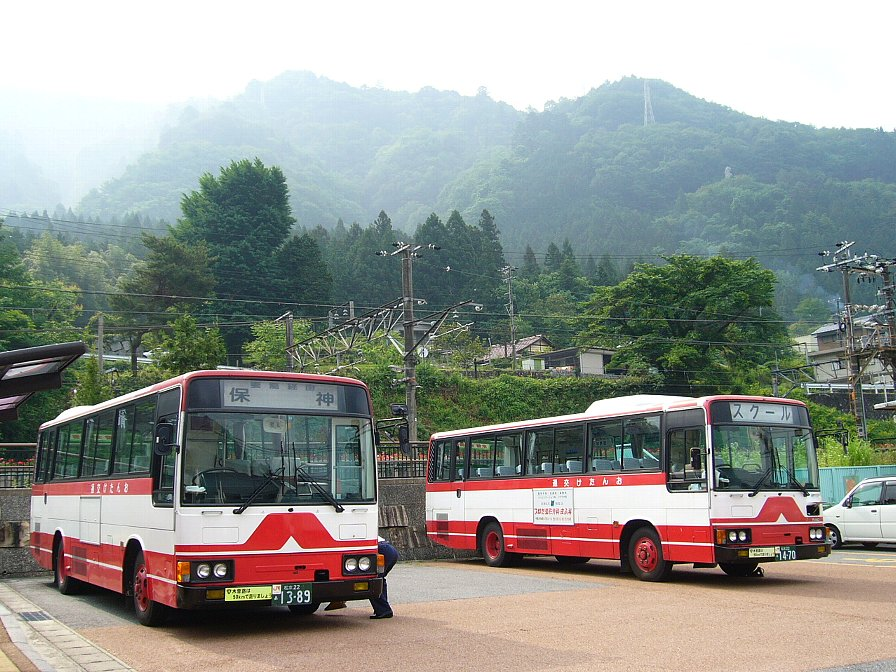
南木曽駅前にて

2007年4月より南木曽町新交通システムへ移管された路線。
- 妻籠・蘭・保神線
  - 南木曽駅前 - 妻籠 - 保神
- 妻籠・馬籠線
  - 南木曽駅前 - 妻籠 - 馬籠

##### 上松町コミュニティバス
2007年7月より上松町コミュニティバスに移管された路線。詳細は当該記事を参照。
- 上松・倉本線
  - 合同庁舎前 - 木曽福島駅前 - 上松駅前 - 池の尻 実際はバス回転場まで
- 焼笹線
  - 上松駅前 - 焼笹 - 赤沢

#### 廃止路線
- 菅・やぶはらスキー場線
  - 藪原駅前 - やぶはらスキー場（2006年4月廃止）
- 滝越線
  - 崩越 - 王滝 - 滝越
- 熊沢線
  - 社木 - 木曽福島駅前 - ホテノカヤ
- 伊谷線
  - 木曽病院前 - 木曽福島駅前 - 駒の湯
- 与川線
  - 向田 - 南木曽駅前 - 小学校
- 伊那 - 木曽連絡バス・ごんべい号
  - 木曽福島駅 - 伊那市駅
    - 権兵衛トンネル開通を記念して運行開始した。伊那バスとJRバス関東との共同運行だった。2009年4月廃止。現在はJRバス関東がパノラマライナーを季節運行。

- 濁河線・チャオ御岳スノーリゾート線[7]
  - 木曽福島駅前 - チャオ御岳スノーリゾート - 濁河温泉

## 車両
- 過去に名鉄グループに入っていたため車両はほとんどが三菱ふそう製である。移籍車は名鉄バスや知多乗合、中央アルプス観光などが在籍。

### 主力車種
- いすゞ・エルガミオ(LR290系)
- 三菱ふそうエアロミディＭＫ
- 三菱ふそうエアロスターMP
- 三菱ふそうエアロシリーズ